# Pinacoteca Paolo Finoglio
La Pinacoteca civica Paolo Finoglio  è una pinacoteca che si trova nell'antica "quadreria" del quarto nobiliare del castello di Conversano (provincia di Bari). Fu realizzata dai conti Acquaviva d'Aragona tra la fine del 1400 e gli inizi del 1500 e inaugurata nel dicembre 1999 dal comune di Conversano come sezione artistica del Museo civico.

## La sede
Gli ambienti della pinacoteca civica Paolo Finoglio, situata nel castello di Conversano, comprendono un'anticamera, una sala di modeste dimensioni, un salone con volta a padiglione. L'anticamera, attuale ingresso della Pinacoteca, ha una volta a lunetta, la piccola sala è coperta da una volta a stella, i cui archi poggiano su mensole scolpite che rappresentano figure mitologiche, mentre negli angoli si ammirano mensole raffiguranti facce di putti tra un fitto fogliame. Originariamente questo ambiente poteva avere la funzione di studio così come afferma la presenza del camino. Oggi la galleria presenta una finta volta a padiglione, oltre la quale si intravede la costruzione in metallo della copertura, resasi necessaria per un cedimento della facciata principale.

## Storia
La contea di Conversano era passata nelle mani della famiglia Acquaviva fin dal 1456, quando il celebre Giulio Antonio, poi morto nella guerra otrantina contro i Turchi nel 1481, aveva sposato Caterina Del Balzo Orsini, figlia del potente principe di Taranto. Per i meriti militari e politici di questo personaggio, l'illustre casata si meritò l'alto onore di fregiarsi del nome d'Aragona. Oltre alla gloria delle armi, gli Acquaviva d'Aragona raggiunsero grande prestigio promuovendo la realizzazione di opere di natura artistica e letteraria, secondo i modelli della cultura cortigiana e feudale del tempo.
Al di là delle strutture difensive, fu organizzata da questi primi conti una grande dimora, in cui trovarono spazio anche gli ambienti destinati a scopi di rappresentanza e al godimento estetico di una corte principesca. Qui c'erano, infatti, non solo gli appartamenti dei conti, ma anche un singolare gruppo di stanze - un'anticamera, un salone e altre tre camere - che costituivano il quarto della galleria. L'odierna Pinacoteca corrisponde, in parte, a questa "ritrovata" Galleria. All'interno della Galleria gli Acquaviva avevano raccolto un eccezionale e ricchissimo patrimonio d'arte: mobilio di ogni tipo, parati e arazzi, ricami e stoffe, argenti, suppellettili, cristalli. Soprattutto avevano "collezionato" un gran numero di oggetti artistici e preziosi: statue, sculture, dipinti. Già nel secolo XVI la Galleria dei conti, che si configurava come "quadreria" della casa e accoglieva opere pittoriche di gusto manieristico e in primo luogo di tema religioso, attraverso quella raccolta di opere d'arte manifestava un segno visibile della vitalità, della raffinatezza del gusto, del potere della famiglia comitale di Conversano. Alle composizioni e ai temi di sapore arcaico si aggiunge una pittura di stile naturalistico, ispirata al Caravaggio. Anche il ciclo pittorico di Paolo Finoglio con la rappresentazione della Gerusalemme Liberata del Tasso contribuiva a creare un'atmosfera raffinata. 
La Galleria risulta già a fine Seicento notevolmente ridimensionata. L'abbandono della sede del Castello da parte degli Acquaviva, che nel Settecento si trasferirono nei loro palazzi napoletani, determinò anche l'impoverimento di una collezione non più aggiornata, per trasferimenti delle opere in altre sedi o per la loro vendita. Passata l'intera proprietà del Castello in mano di privati già a metà dell'Ottocento, l'immobile fu via via smembrato e la raccolta di arte fu dispersa, fino alla vendita del ciclo pittorico sulla Gerusalemme a fine degli anni trenta del secolo scorso. Si dovette aspettare circa quarant'anni per il recupero dei dipinti da parte del Comune (furono riacquistati nel 1974). Solo agli inizi degli anni Novanta si è finalmente giunti al ristabilimento della sede della Pinacoteca nell'antica Galleria del Castello.

### L'antica "quadreria"
I quadri contenuti nel Castello di Conversano costituirono il primo nucleo della Pinacoteca, che nel 1856 pervenne nelle mani del Canonico Francesco Ramunni per contratto di enfiteusi con Carlo Acquaviva, figlio dell'ultimo Conte, Giangirolamo V.
La "quadreria" era così distribuita:
- Anticamera della galleria: 70 quadri
- Galleria: 101 quadri
- Prima camera del "quarto" di galleria: 30 quadri
- Seconda camera del "quarto" di galleria: 13 quadri
- Terza camera del "quarto" di galleria: 6 quadri
- Camera delle scale: 29 quadri
- Guardaroba: 246 quadri di cui 78 ubicati nella Cappella[5]

Tuttavia, i tentativi di arginare il degrado già avanzato di questo patrimonio monumentale e storico-artistico da parte dei nuovi proprietari, non sortirono gli effetti desiderati. Il canone annuo da versare agli eredi Acquaviva d'Aragona era elevato così come le spese per la manutenzione degli immobili e degli arredi imposta dal contratto di enfiteusi. Per far fronte a queste difficoltà, la famiglia Ramunni pensò alla possibilità di alienare alcuni ambienti del castello e di valutare economicamente l'intera collezione dei dipinti.
La situazione migliorò quando la proprietà nel 1908 passò nelle mani del professor Domenico Ramunni che, nel 1919, si occupò del canone enfiteutico dovuto agli eredi Acquaviva d'Aragona e, per far fronte alla spesa, alienò alcuni locali del complesso monumentale. Gli introiti, comunque, non erano sufficienti a sanare l'enorme debito nei confronti della famiglia d'Aragona, tanto che nel 1939 l'intera collezione venne venduta al conte Manzolini e trasferita nella sua villa, dalla quale quarant'anni dopo tornarono soltanto le dieci tele con le scene della Gerusalemme Liberata, riacquistate grazie agli sforzi congiunti del Comune, della Provincia di Bari e della Regione e sottoposte ad un minuzioso lavoro di restauro assieme alle cornici originali.

## Il ciclo pittorico della Gerusalemme Liberata
Sono dieci dipinti completati da Paolo Finoglio probabilmente tra il 1640 e il 1643 e da allora esposti nella sala principale della Galleria del Castello di Conversano. Il pittore attinse alla Gerusalemme Liberata di Torquato Tasso e preferì non rappresentare i temi centrali del poema - la guerra santa, la lotta del mondo occidentale in difesa della fede cristiana - ma si concentrò sulla componente eroica e sentimentale dell'opera poetica. Per questo, in primo piano ci sono sempre i protagonisti delle storie: Rinaldo e Armida, Tancredi e Clorinda.
Le opere del ciclo sono le seguenti:

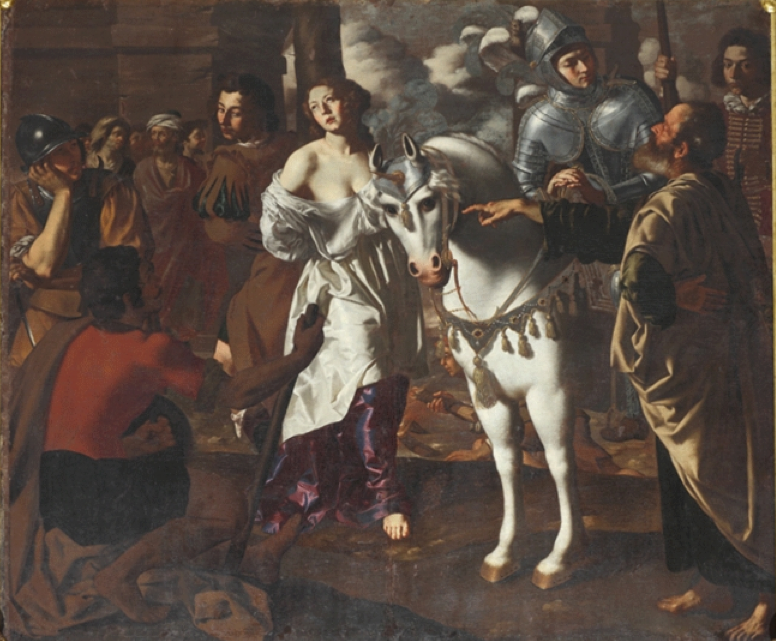
Supplizio di Olindo e Sofronia
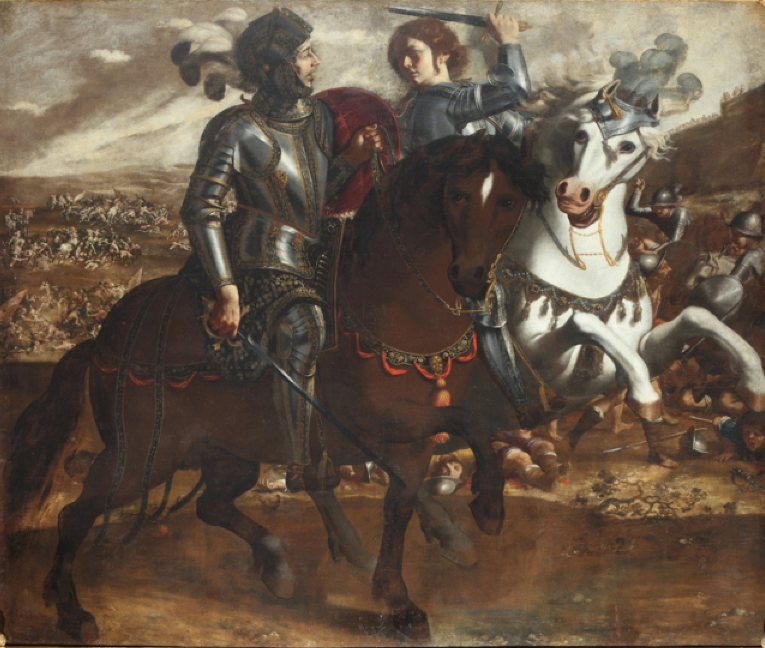
Clorinda si scontra con Tancredi
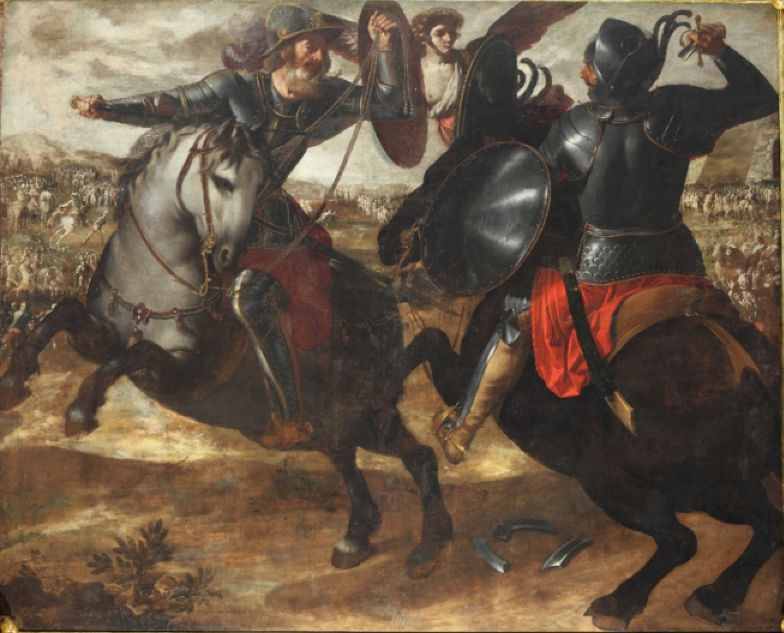
Duello tra Raimondo di Tolosa ed Argante
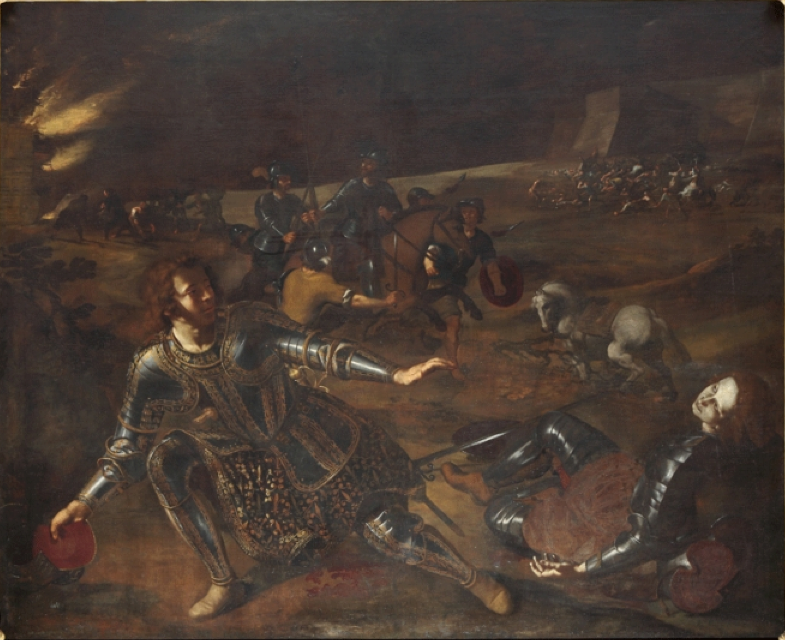
Tancredi dà il battesimo a Clorinda
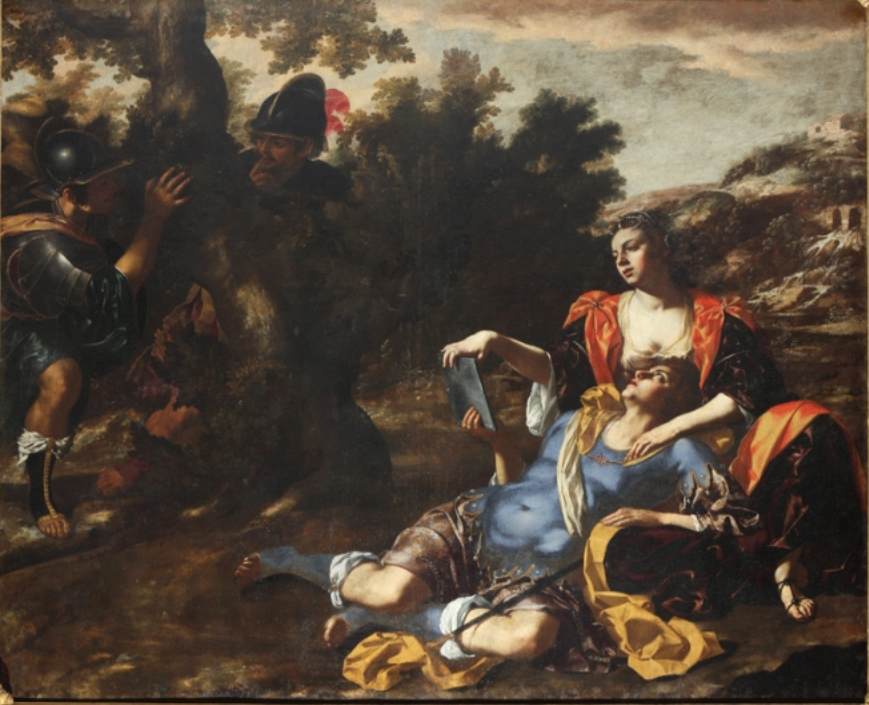
Rinaldo e Armida nel giardino incantato
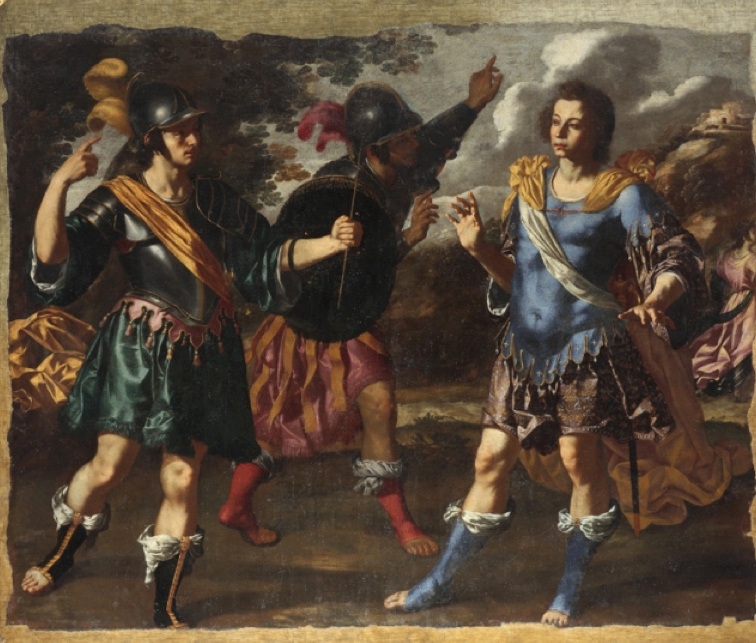
Rinaldo e lo scudo del mago di Ascalona
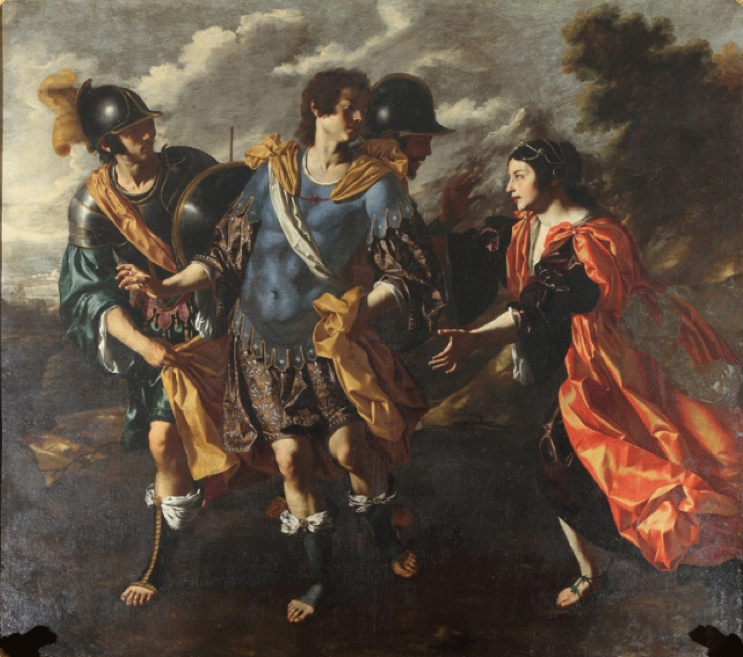
Armida cerca di trattenere Rinaldo
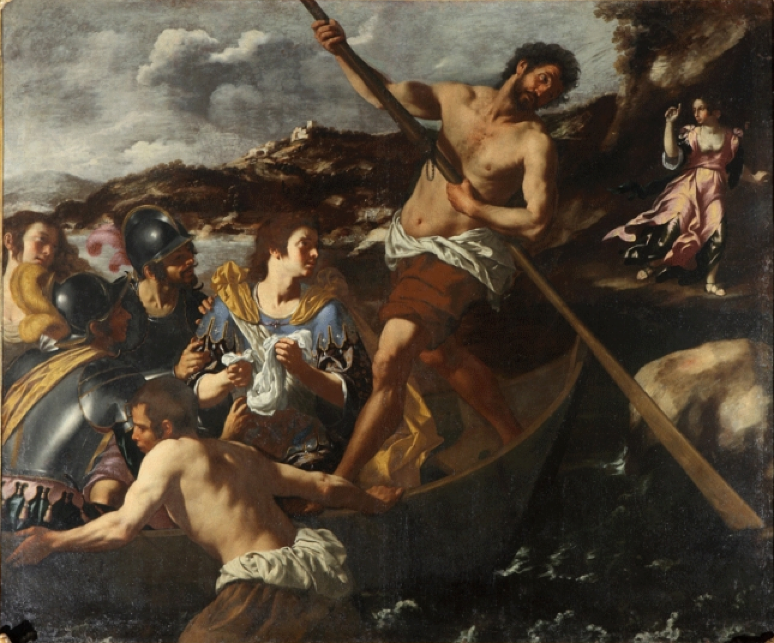
Rinaldo abbandona l'Isola Incantata
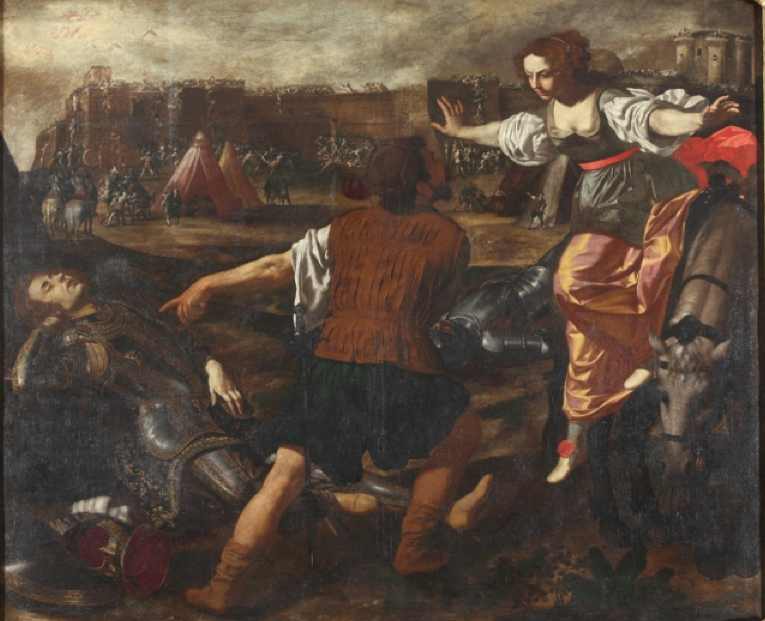
Erminia ritrova Tancredi ferito
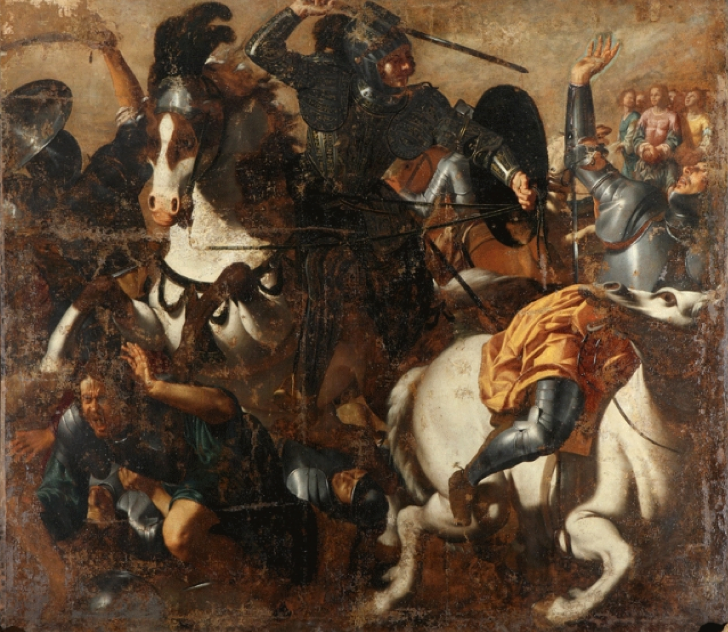
Rinaldo fa strage di nemici

La scelta degli episodi rispecchia il progetto del committente, un progetto politico e culturale in cui letteratura, teatro e perfino religione concorrono a costruire, nello stile barocco, l'ideale di cortigiano della casa feudale di Conversano